# 戴縉
戴縉（1427年—1510年），字子容，號雲巢，廣東廣州府南海縣人，明朝政治人物。

## 生平
戴縉是正統三年舉人戴璉長子，天順七年副榜戴紘、天順六年舉人戴紈之兄。景泰四年（1453年）癸酉科廣東鄉試舉人，成化二年（1466年）丙戌科進士。三年（1467年）九月授試監察御史，四年（1468年）九月實授，六年（1470年）巡按貴州，十三年（1477年）十月升尚寶司少卿，十四年（1478年）五月升右僉都御史、管都察院事，十五年（1479年）五月升右副都御史，十七年（1481年）三月升右都御史，十一月奉命清理武選謄黃，十九年（1483年）三月升南京工部尚書，八月以汪直黨羽被革職為民。